# Twann-Tüscherz
Twann-Tüscherz (französisch Douanne-Daucher) ist eine Einwohnergemeinde im Schweizer Kanton Bern. Sie gehört zum Verwaltungskreis Biel/Bienne.
Die Gemeinde entstand auf den 1. Januar 2010 durch den Zusammenschluss der beiden vormals selbständigen Gemeinden Tüscherz-Alfermée und Twann. Gleichzeitig gründete die damalige reformierte Kirchgemeinde Twann-Tüscherz mit der damaligen Kirchgemeinde Ligerz die neue Kirchgemeinde Pilgerweg Bielersee und ist deren Sitzgemeinde.

## Geographie
Twann-Tüscherz liegt am Jurasüdhang über dem Bielersee, gehört zum Berner Seeland bzw. im Drei-Seen-Land und grenzt direkt an den Bielersee. Das Gebiet der Gemeinde erstreckt sich vom Seeufer (Ortsteile Twann, Wingreis, Tüscherz und Alfermée) bis auf die erste Jurakette (Ortsteil Gaicht sowie Twannberg). Die St. Petersinsel im Bielersee gehört ebenfalls zum Gemeindegebiet. Auf dem Heidenweg (Landverbindung zwischen der St. Petersinsel und Erlach) grenzt Twann-Tüscherz dadurch an Erlach. Im Westen wird das Gemeindegebiet durch die Twannbachschlucht begrenzt.
Die Nachbargemeinden von Norden beginnend im Uhrzeigersinn sind Plateau de Diesse, Leubringen (Evilard), Biel, Erlach und Ligerz.
Twann-Tüscherz liegt an der Sprachgrenze. Die Gemeinde ist mehrheitlich deutschsprachig, Amtssprache ist deutsch. Die nördlich gelegene Nachbargemeinde Plateau de Diesse ist demgegenüber französischsprachig. Die Stadt Biel sowie Leubringen sind zweisprachig (deutsch/französisch).

## Geschichte

Luftbild von Werner Friedli (1954)

Die Gemeinde Twann-Tüscherz entstand auf den 1. Januar 2010 durch die Fusion der vormals unabhängigen Gemeinden Tüscherz-Alfermée und Twann.

## Bevölkerung
Mit 1184 Einwohnern (Stand 31. Dezember 2023) gehört Twann-Tüscherz zu den kleineren Gemeinden des Verwaltungskreises Biel/Bienne.

## Politik
Die Legislative der Gemeinde bildet die Gemeindeversammlung, also die Versammlung aller stimmberechtigten Einwohner. Die Gemeindeversammlung wird mindestens zweimal pro Jahr einberufen.
Der fünfköpfige Gemeinderat ist die Exekutive der Gemeinde. Gemeindepräsidentin ist Margrit Bohnenblust (Stand 2025).
Die Stimmenanteile der Parteien anlässlich der Nationalratswahl 2023 betrugen: SVP 27,4 % (+4,0 %), SP 21,8 % (+4,3 %), FDP 14,1 % (+0,1 %), GPS 11,3 % (−5,3 %), glp 11,0 % (−0,8 %), Mitte 8,0 % (−1,9 %), EDU 3,3 (+2,7 %), EVP 0,9 % (−0,6 %).

## Verkehr

### Öffentlicher Verkehr
Die Gemeinde Twann-Tüscherz ist an das Eisenbahnnetz angeschlossen und liegt an der Bahnstrecke Lausanne–Biel/Bienne der Schweizerischen Bundesbahnen. Die Gemeinde verfügt über zwei Bahnhöfe (Tüscherz und Twann). Regionalzüge auf der Linie Biel–Neuenburg halten stündlich (in den Stosszeiten halbstündlich) an den in der Gemeinde gelegenen Bahnhöfen. Die Fahrzeit von Twann nach Biel dauert 7 Minuten, von Tüscherz nach Biel bloss 4 Minuten.
Ein Nachtbus (Moonliner-Linie M33) auf der Linie Biel–La Neuveville bedient die Gemeinde jeweils in den Wochenendnächten (Freitag und Samstag) sowie zu besonderen Gelegenheiten (Silvesternacht, Gründonnerstagnacht, Mittwochnacht vor Auffahrt).
Twann-Tüscherz verfügt über zwei Schiffländten (in Tüscherz und in Twann), welche von Kursschiffen der Bielersee-Schifffahrts-Gesellschaft (BSG) sowie der Société de navigation sur les lacs de Neuchâtel et Morat (Schifffahrtsgesellschaft auf dem Neuenburger- und Murtensee, LNM) angefahren werden. Dadurch ist Twann-Tüscherz per Schiff mit Biel, den Gemeinden des linken Bielerseeufers, der St. Petersinsel sowie mit Neuenburg und Murten verbunden.

### Strassenverkehr
Twann-Tüscherz liegt an der Nationalstrasse 5 (Solothurn–Yverdon-les-Bains), welche auf dem Gemeindegebiet teilweise als Autostrasse ausgebaut ist. In Twann zweigt die Kantonsstrasse Richtung Tessenberg ab, welche durch die Twannbachschlucht nach Lamboing führt.

## Impressionen

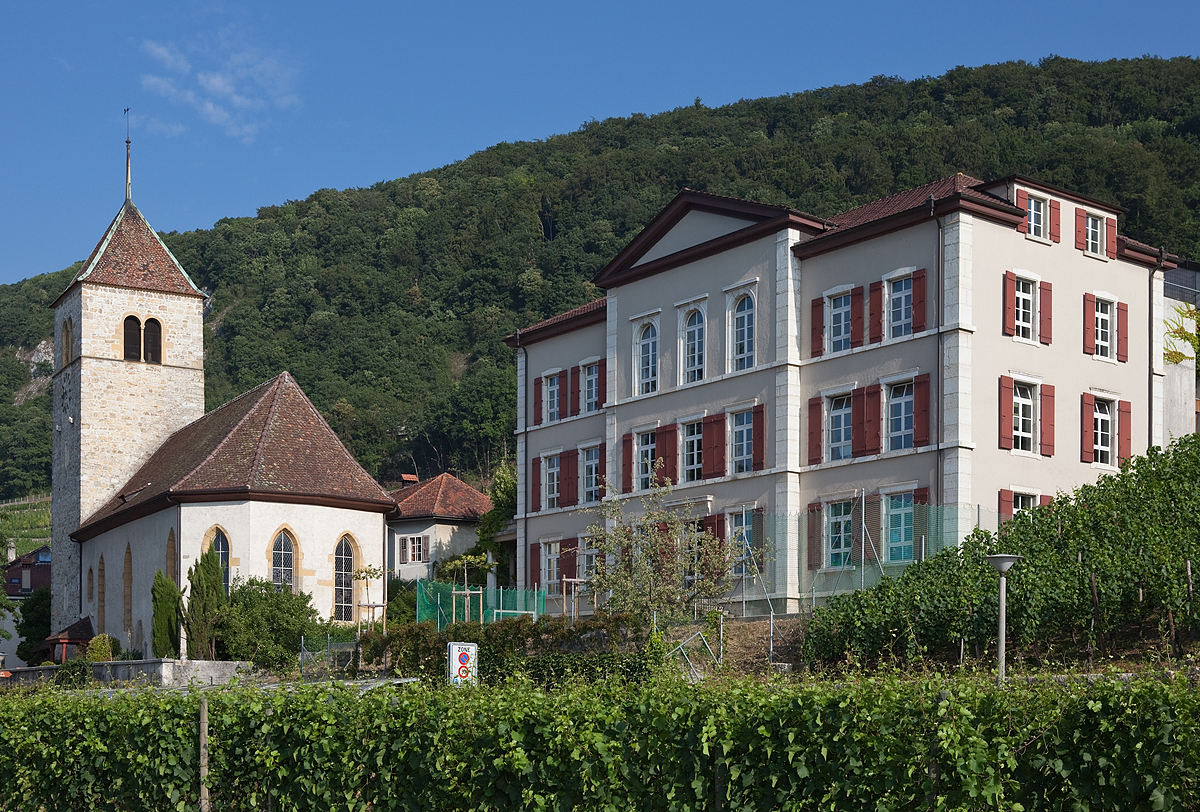
Kirche und Schulhaus Twann
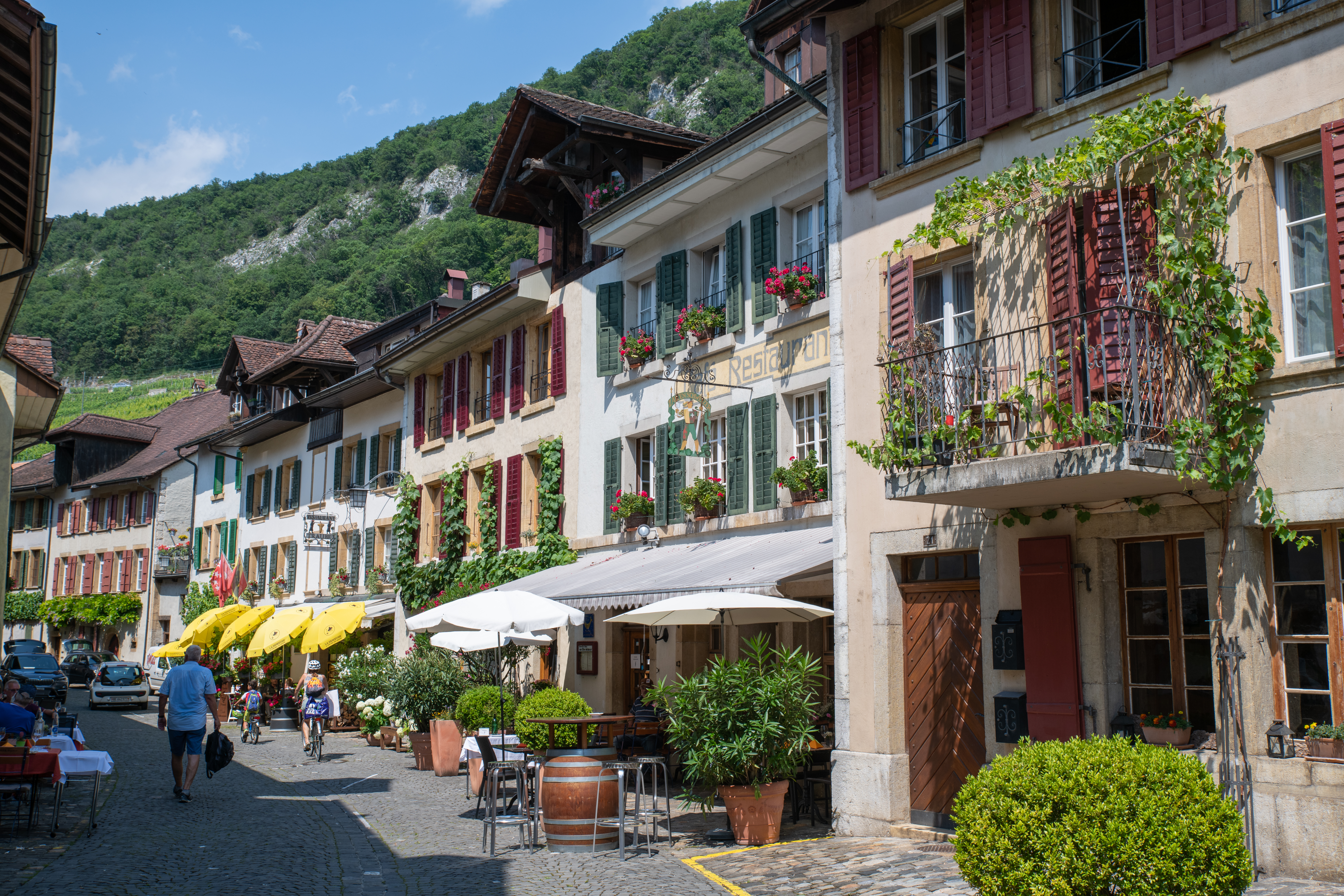
Dorfgasse Twann
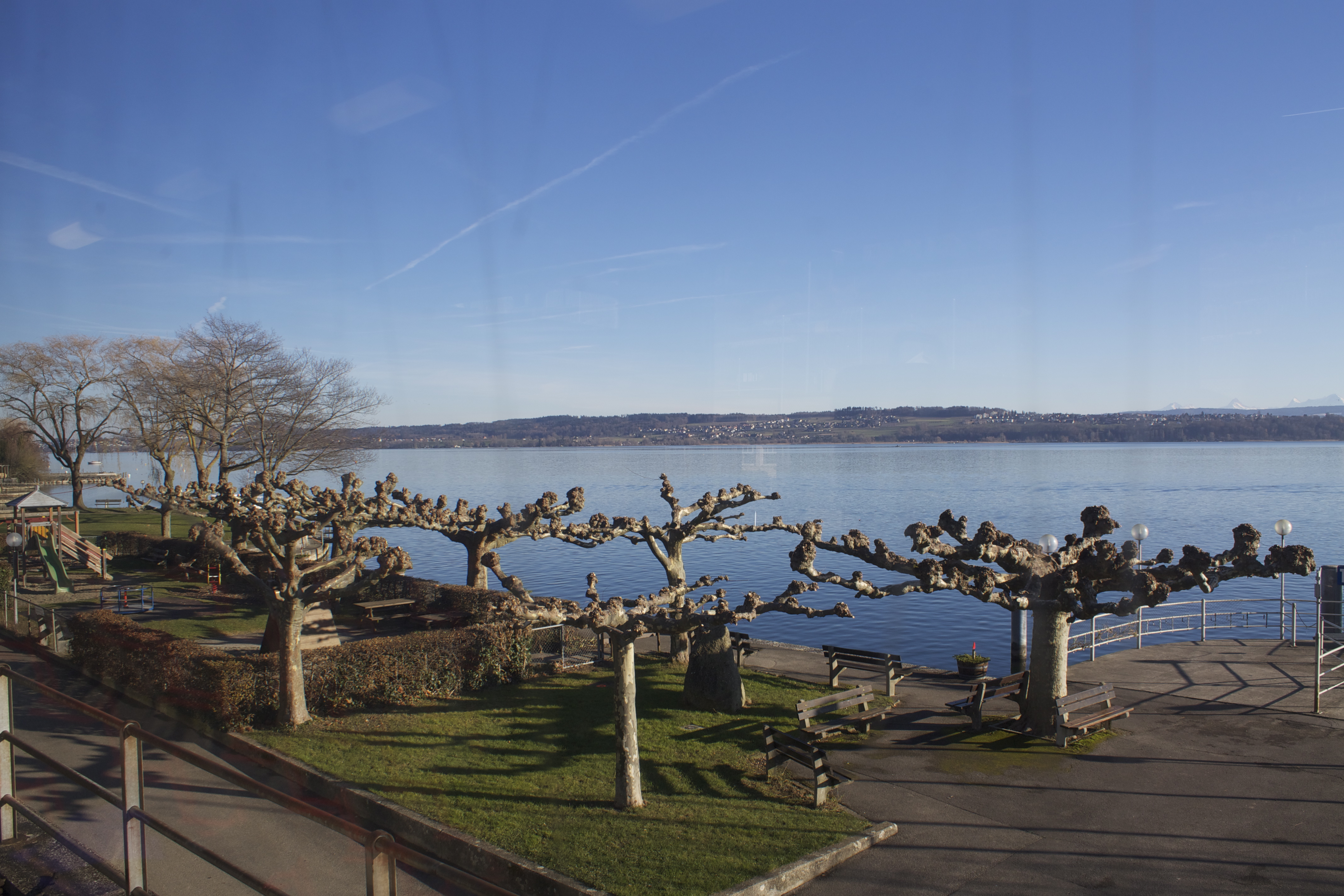
Promenade und Schiffländte Twann
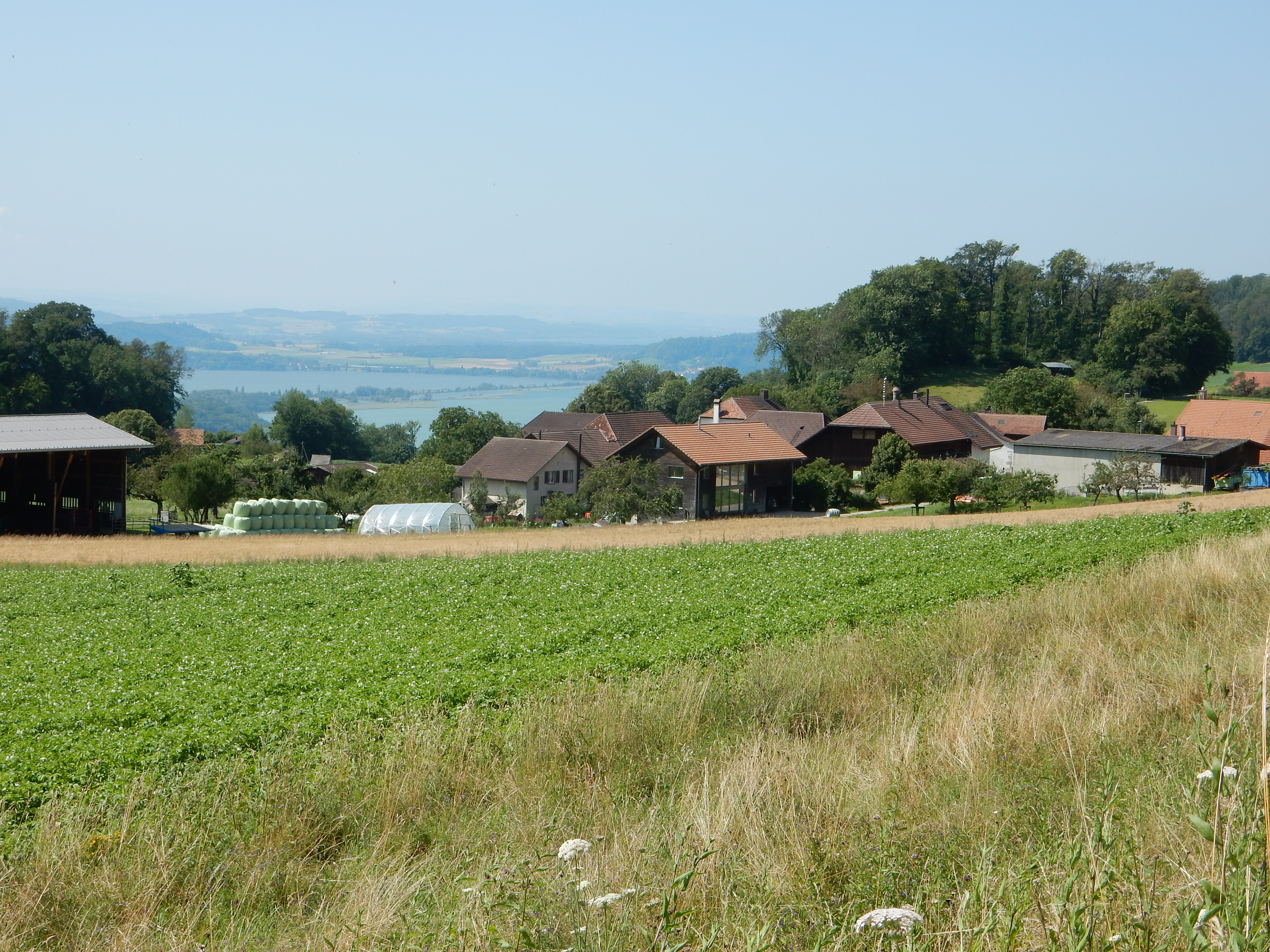
Ortsteil Gaicht
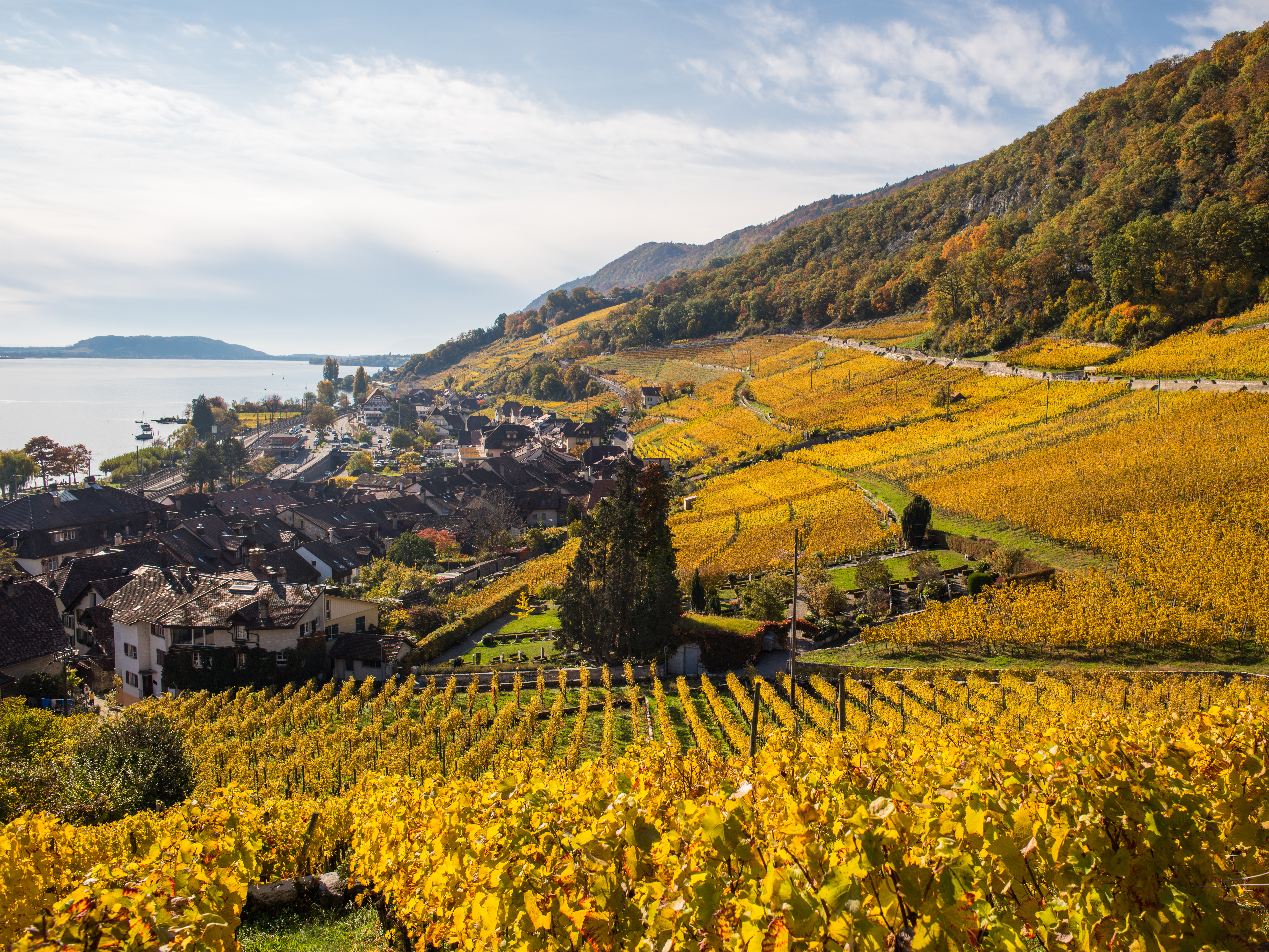
Weinreben oberhalb Twann im Herbst
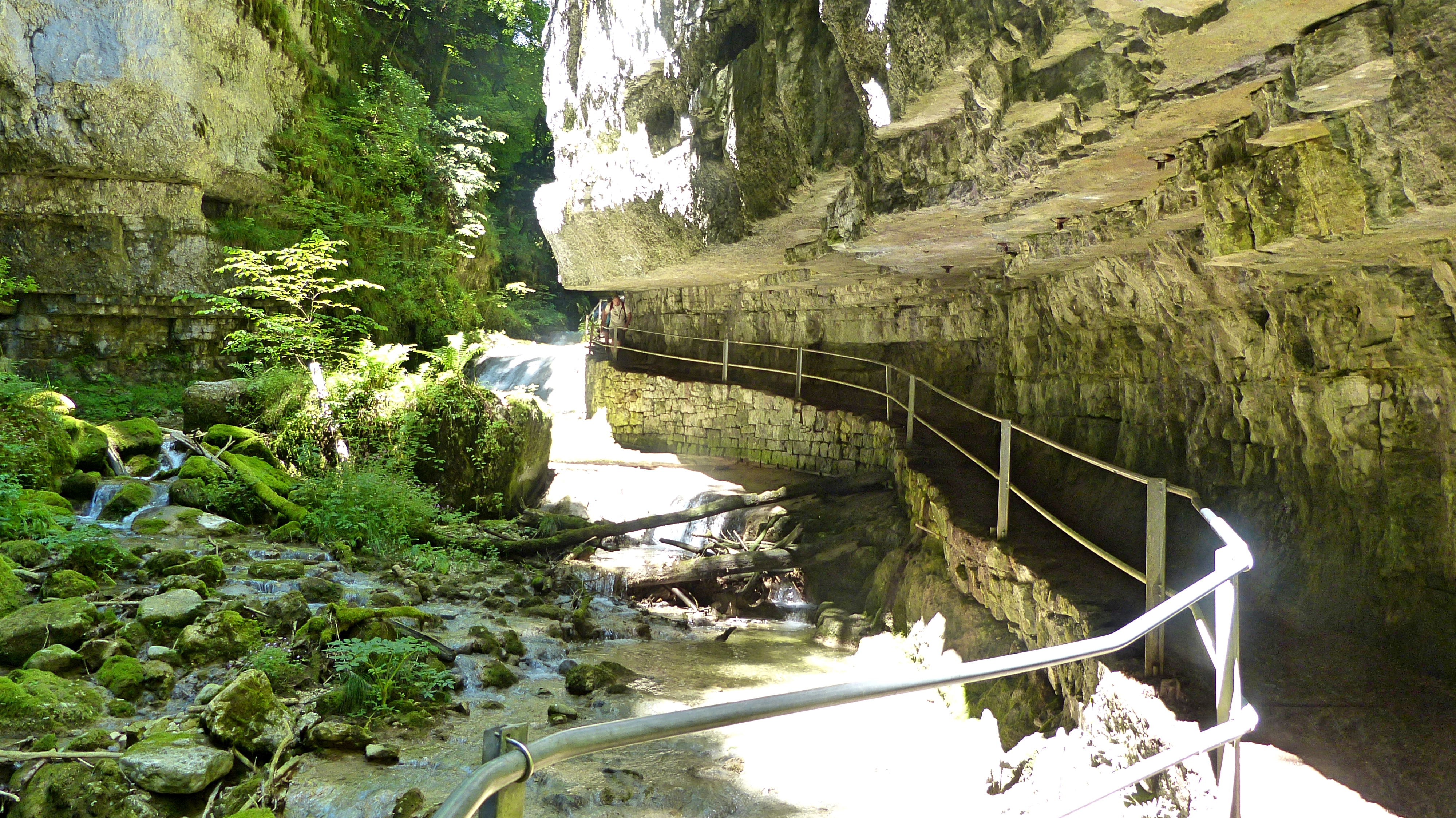
Twannbachschlucht